# Deposició de làser polsat

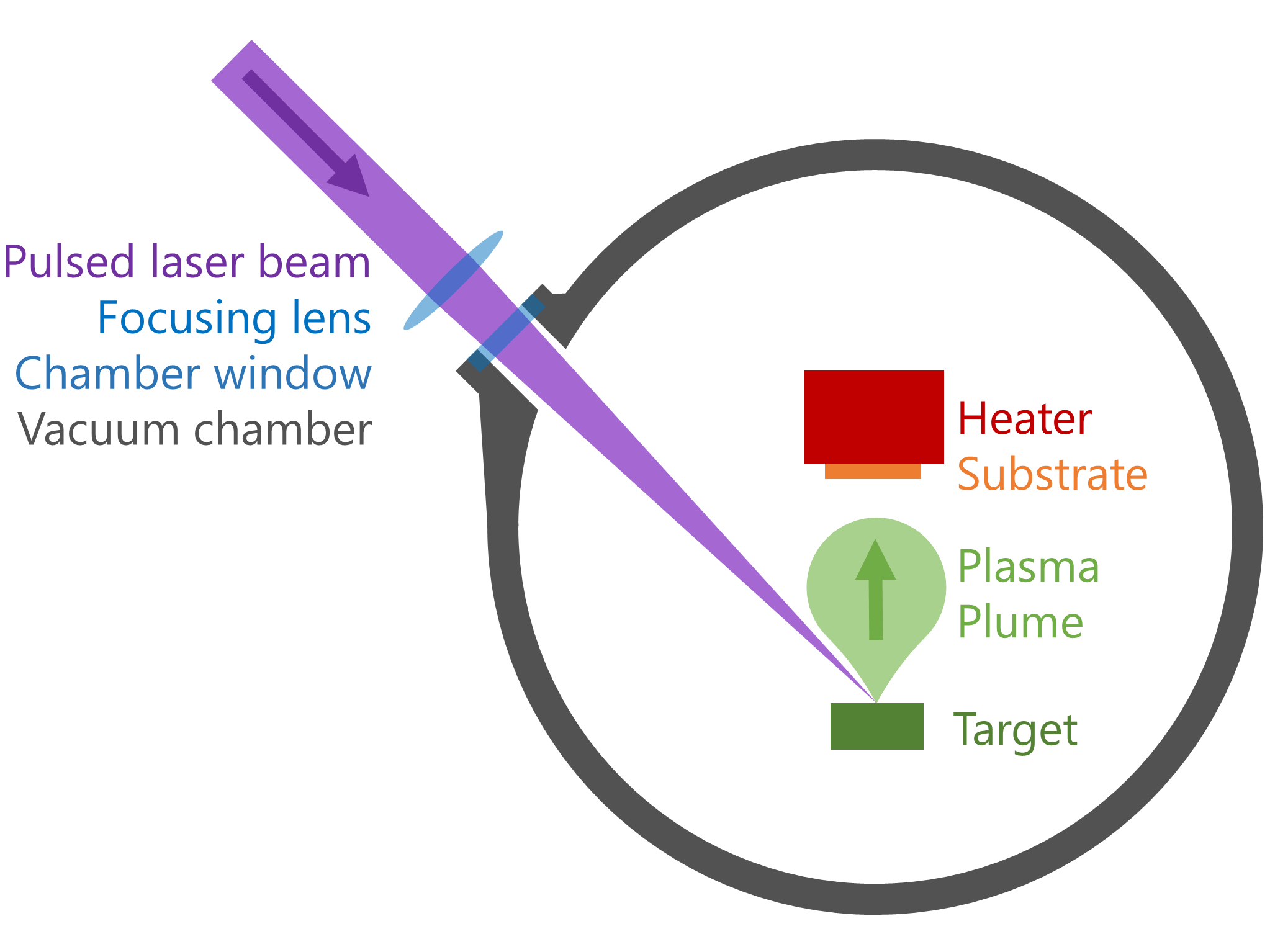
Una possible configuració d'una cambra de deposició de PLD.

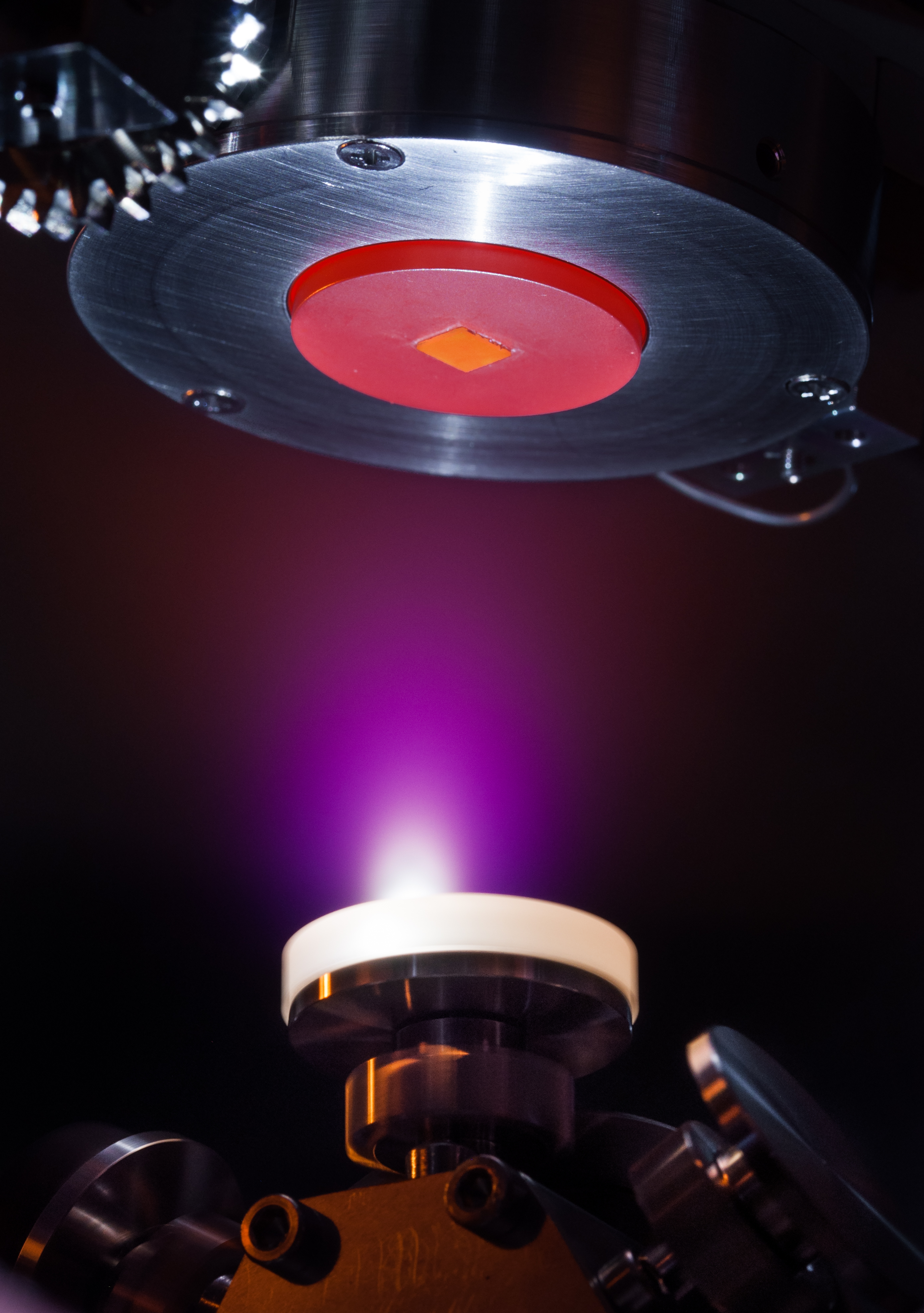
Les pel·lícules primes d'òxids es dipositen amb precisió de capa atòmica mitjançant deposició làser polsada. En aquesta imatge, un làser polsat d'alta intensitat dispara un disc blanc giratori d'Al ₂ O ₃ (alúmina). El pols làser crea una explosió de plasma, visible com el núvol morat. El núvol de plasma de l'alúmina s'expandeix cap al substrat quadrat, fet de SrTiO ₃, on es condensa i es solidifica, formant una capa atòmica alhora. El substrat es munta sobre una placa calefactora, brillant de color vermell a una temperatura de 650 °C, per millorar la cristalinitat de la pel·lícula fina d'alúmina.

La deposició de làser polsat (amb acrònim anglès PLD) és una tècnica de deposició física de vapor (PVD) on un raig làser polsat d'alta potència s'enfoca dins d'una cambra de buit per colpejar un objectiu del material que s'ha de dipositar. Aquest material es vaporitza des de l'objectiu (en un plomall de plasma) que el diposita com una pel·lícula fina sobre un substrat (com una oblia de silici enfront de l'objectiu). Aquest procés es pot produir en un buit ultra alt o en presència d'un gas de fons, com l'oxigen que s'utilitza habitualment quan es dipositen òxids per oxigenar completament les pel·lícules dipositades.
Tot i que la configuració bàsica és senzilla en relació amb moltes altres tècniques de deposició, els fenòmens físics de la interacció làser-objectiu i el creixement de la pel·lícula són força complexos (vegeu el procés a continuació). Quan el pols làser és absorbit per l'objectiu, l'energia es converteix primer en excitació electrònica i després en energia tèrmica, química i mecànica donant lloc a evaporació, ablació, formació de plasma i fins i tot exfoliació. Les espècies expulsades s'expandeixen al buit circumdant en forma d'un plomall que conté moltes espècies energètiques com àtoms, molècules, electrons, ions, cúmuls, partícules i glòbuls fosos, abans de dipositar-se sobre el substrat típicament calent.
Els mecanismes detallats de PLD són molt complexos, incloent el procés d'ablació del material objectiu mitjançant la irradiació làser, el desenvolupament d'un plomall de plasma amb ions d'alta energia, electrons i el creixement cristal·lí de la pròpia pel·lícula sobre el substrat escalfat. El procés de PLD generalment es pot dividir en quatre etapes:
- Absorció làser a la superfície diana i ablació làser del material diana i creació d'un plasma.
- Dinàmica del plasma.
- Deposició del material d'ablació sobre el substrat.
- Nucleació i creixement de la pel·lícula a la superfície del substrat.